# Święty Augustyn (obraz El Greca)
Święty Augustyn – obraz hiszpańskiego malarza pochodzenia greckiego Dominikosa Theotokopulosa, znanego jako El Greco.
Obraz został stworzony, wraz ze Świętym Jakubem Starszym jako pielgrzymem i Świętym Franciszkiem z Asyżu do kościoła San Nicolas w Toledo. Wszystkie wizerunki miały być wykonane w pełnopostaciowym wymiarze. Zamówienie obejmowało dodatkowo rzeźbę św. Barbary, która miała stanąć w centralnej niszy.

## Opis obrazu
Św. Augustyn został ukazany w szatach biskupich, z pastorałem w prawej ręce i modelem sanktuarium w lewej (odniesienie do Miasta Bożego). Pod względem fizjonomii twarzy przypomina św. Hieronima z obrazu Święty Hieronim pogrążony w modlitwie. Być może El Greco posłużył się tym samym modelem.